# Дугорепа сова
Дугорепа сова или уралска сова (лат. Strix uralensis) врста је птица која припада реду сова (Strigiformes), породици правих сова (Strigidae). Дугорепа сова је на листи строго заштићених врста птица у Србији.

## Опис врсте
Као и шумска сова, и уралска је без перјаних ушки с округлим „лицем”. Очи су ситне и црне. Спада угрупу великих сова, а у поређењу с осталим врстама има знатно дужи реп, па се према томе назива још и дугорепа сова.

## Начин живота

### Исхрана
Храни се претежно птицама величине сојке, али и глодарима, а понекад и младим зверима (ласица, млада куна).

### Размножавање
Уралска сова се гнезди у дупљама дрвета и у гнездима дневних птица грбљивица, ако прнађе неко напуштено или се избори за њега. Пар уралских сова годишње подигне свега два-три младунца.

## Распрострањеност
Уралска сова се може срести понегде се по веома старим, нарочито четинарским шумама. Ова врста која је везана за шумска станишта и по којој су познате Вршачке планине у Србији. Као и све велике сове, и уралска сова је малобројна, и у Србији недовољно истражена. И њој, као и шумској сови су за гнежђење потребне дупље, којих нема довољно. Од 2006. ова врста је почела да се гнезди на Вршачким планинама у кућицама које су постављене, па је регистровано свега три пара, а сматра се да их има бар још толико. Вршачке планине су, за сада, једино место у Војводини где се ова врста гнезди, па је самим тим заштитни знак овог подручја. Популација ове врсте прати се дуги низ година и настоји се да се повећа.

## Систематика
До сада је идентификовано и потврђено 10 или 11 подврста дугорепе сове:
- ,  (Stegmann, 1929)
- ,  (Sharpe, 1875)
- ,  (Temminck & Schlegel, 1850)
- ,  (Clark, 1907)
- ,  (Clark, 1907)
- ,  (Lindroth, 1788)
- ,  (Wolf, 1810)
- ,  (Buturlín de 1915)
- ,   (Taka-Tsukasa, 1931)
- ,   (Buturlín, 1907)
- ,   (Pallas, 1771)

## Галерија
- Фацијални диск
- Јаје дугорепе сове
- Из профила
- Младунче
- Младунче
- Strix uralensis, зоо врт Норфок, Енглеска